# Верхнесоинский
Верхнесоинский — хутор в Россошинском сельском поселении Урюпинского района Волгоградской области России.
Население — 495 (2013).

## История
Хутор основан в 1774 году и впоследствии получил свое название от имени богатого казака Соина.
Хутор относился к юрту станицы Петровской Хопёрского округа Земли Войска Донского (с 1870 года — Область Войска Донского). Согласно Списку населённых мест Области войска Донского по переписи 1873 года на хуторе Верхний Соин проживало 223 мужчины и 220 женщин. В 1888 году открыто мужское приходское училище, в 1902 году — церковно-приходская школа.
В 1897 году на хуторе проживало 540 мужчин и 513 женщин. Большинство населения было неграмотным: грамотных мужчин — 225, женщин — 33. Согласно алфавитному списку населённых мест Области Войска Донского 1915 года на хуторе имелись хуторское правление, приходское училище, Свято-Духовская церковь, церковно-приходская школа, земельный надел составлял 2204 десятины, проживало 679 мужчин и 640 женщин.
В 1921 году в составе Хопёрского округа хутор был передан Царицынской губернии. С 1928 года — в составе Урюпинского района Хопёрского округа (упразднён в 1930 году) Нижне-Волжского края (с 1934 года — Сталинградского края. В период коллективизации организован колхоз «Красный Октябрь».
В 1935 году Верхнесоинский сельсовет передан в состав Добринского района Сталинградского края (с 1936 года Сталинградской области, с 1954 по 1957 год район входил в состав Балашовской области).
В период Великой Отечественной войны погибло более 200 жителей хутора.
В 1963 году хутор электрифицирован. В том же году в связи с упразднением Добринского района хутор Верхнесоинский вновь включен в состав Урюпинского района.

## География
Хутор находится в лесостепи в балках Калачской возвышенности, на удалении примерно 12 км от правого берега реки Хопёр. Центр хутора расположен на высоте около 110 метров над уровнем моря. По балкам близ хутора — байрачные леса. Почвы — чернозёмы обыкновенные.
К хутору имеется подъезд от автодороги Урюпинск — Воробьёвка. По автомобильным дорогам расстояние до районного центра города Урюпинска составляет 29 км, до областного центра города Волгоград — 360 км.
Климат
Климат умеренный континентальный (согласно классификации климатов Кёппена — Dfb). Многолетняя норма осадков — 483 мм. Находится в 250 км к югу от среднего значения климато- и ветро- разделяющей оси Воейкова. В течение города количество выпадающих атмосферных осадков распределяется относительно равномерно: наибольшее количество осадков выпадает в мае и июне — 52 мм, наименьшее в феврале — 27 мм. Среднегодовая температура положительная и составляет + 6,8 °С, средняя температура самого холодного месяца января −9,0 °С, самого жаркого месяца июля +21,4 °С.
Часовой пояс
Верхнесоинский, как и вся Волгоградская область, находится в часовой зоне МСК (московское время). Смещение применяемого времени относительно UTC составляет +3:00.

## Население
Динамика численности населения по годам:
| 1873 | 1897 | 1915 | 1989 |
| ---- | ---- | ---- | ---- |
| 443  | 1053 | 1319 | ≈600 |

| 2010 | 2012 | 2013 |
| ---- | ---- | ---- |
| 351  | ↗499 | ↘495 |